# Тримбак-о-Валь
Тримбак-о-Валь (фр. Triembach-au-Val) — коммуна на северо-востоке Франции в регионе Гранд-Эст (бывший Эльзас — Шампань — Арденны — Лотарингия), департамент Нижний Рейн, округ Селеста-Эрстен, кантон Мюциг. До марта 2015 года коммуна административно входила в состав упразднённого кантона Вилле (округ Селеста-Эрстен).
Площадь коммуны — 2,74 км², население — 460 человек (2006) с тенденцией к стабилизации: 460 человек (2013), плотность населения — 167,9 чел/км².

## Население
Население коммуны в 2011 году составляло 454 человека, в 2012 году — 457 человек, а в 2013-м — 460 человек.
| 1962 | 1968 | 1975 | 1982 | 1990 | 1999 | 2006 | 2008 | 2011 | 2012 | 2013 |
| ---- | ---- | ---- | ---- | ---- | ---- | ---- | ---- | ---- | ---- | ---- |
| 384  | 384  | 437  | 420  | 393  | 449  | 460  | 462  | 454  | 457  | 460  |

Динамика населения:

## Экономика
В 2010 году из 276 человек трудоспособного возраста (от 15 до 64 лет) 214 были экономически активными, 62 — неактивными (показатель активности 77,5 %, в 1999 году — 71,0 %). Из 214 активных трудоспособных жителей работал 191 человек (100 мужчин и 91 женщина), 23 числились безработными (11 мужчин и 12 женщин). Среди 62 трудоспособных неактивных граждан 16 были учениками либо студентами, 29 — пенсионерами, а ещё 17 — были неактивны в силу других причин.

## Достопримечательности (фотогалерея)

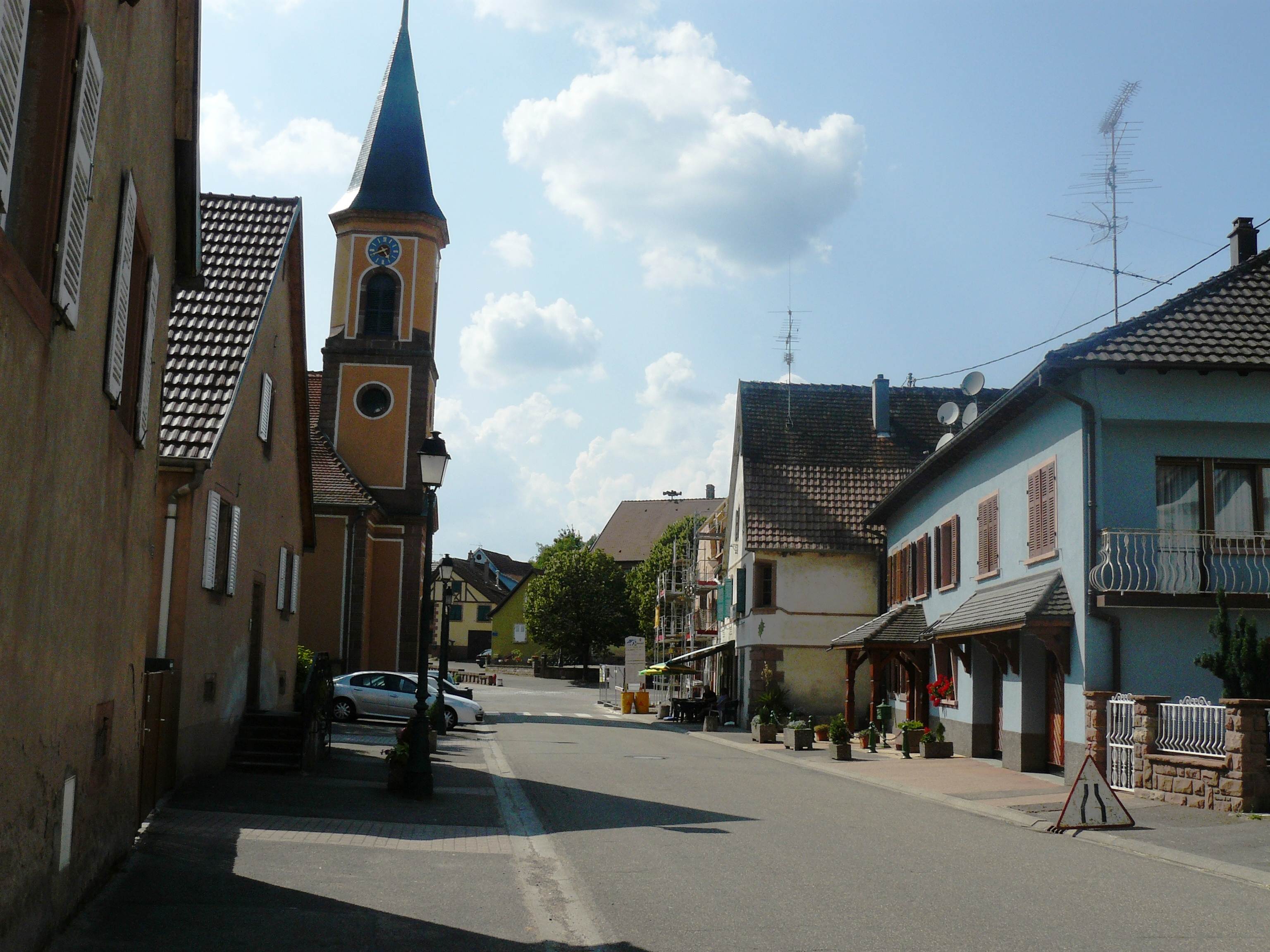
На главной улице
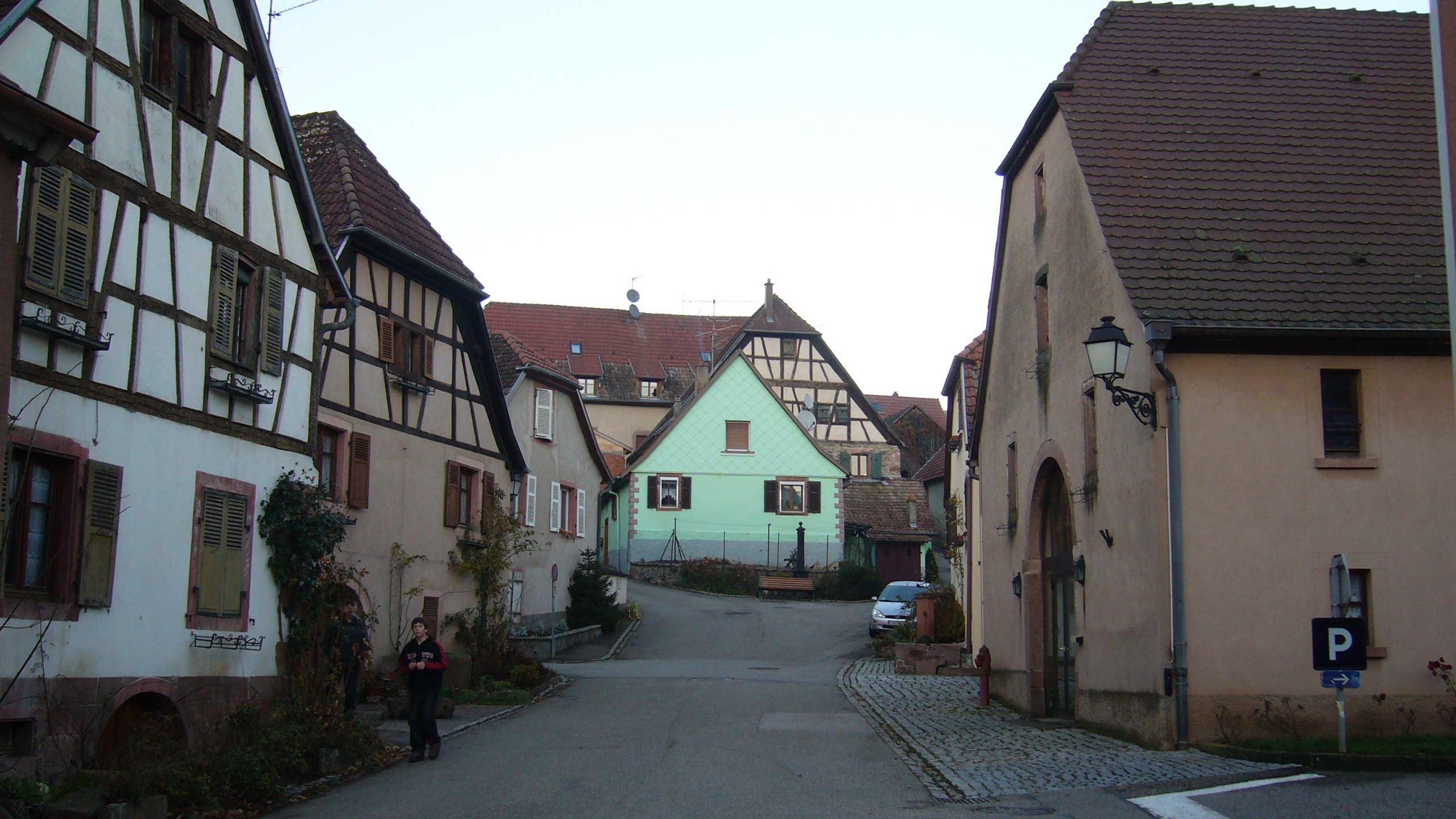
Улица Шебенбер
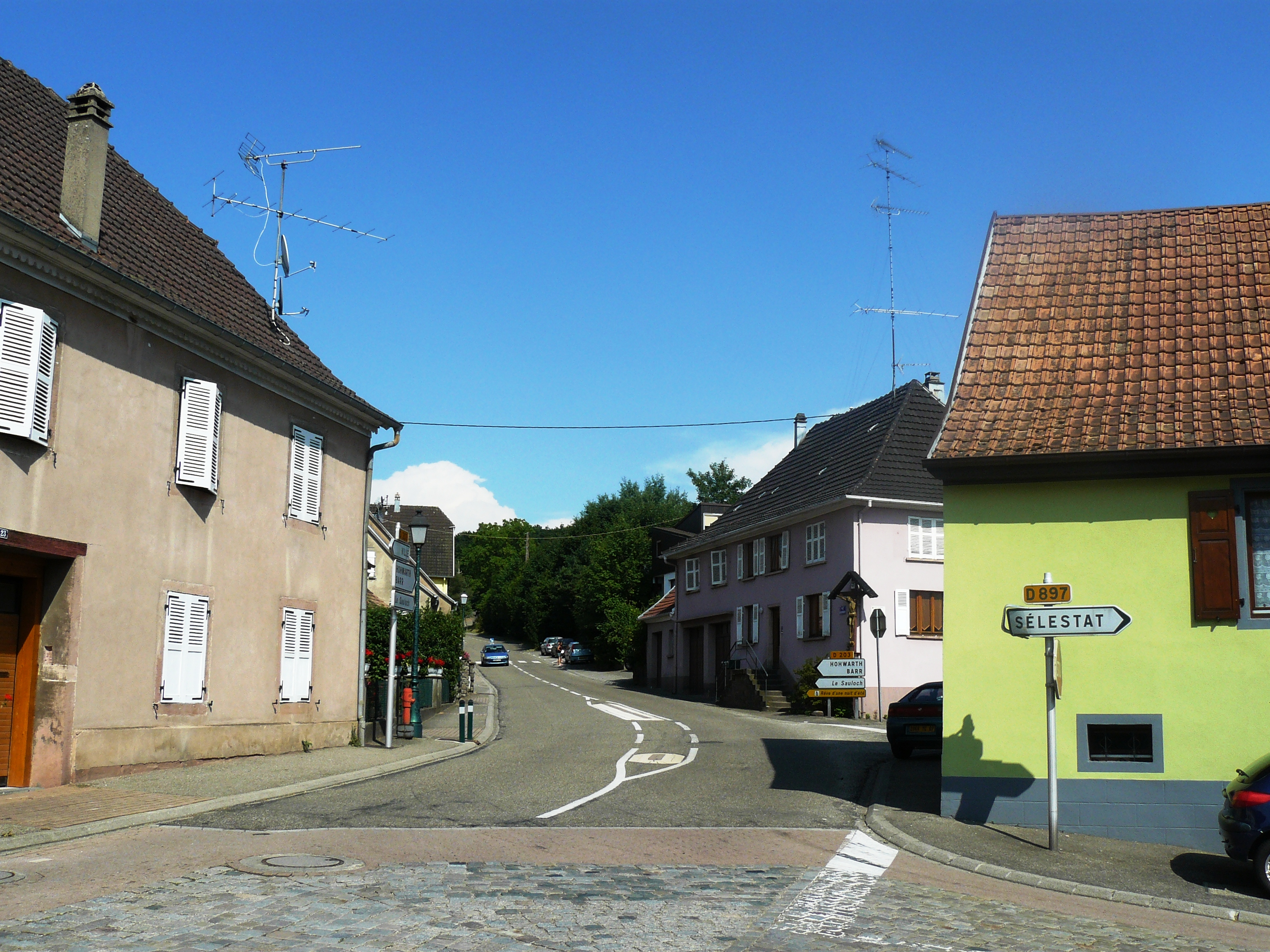
На выезде из коммуны
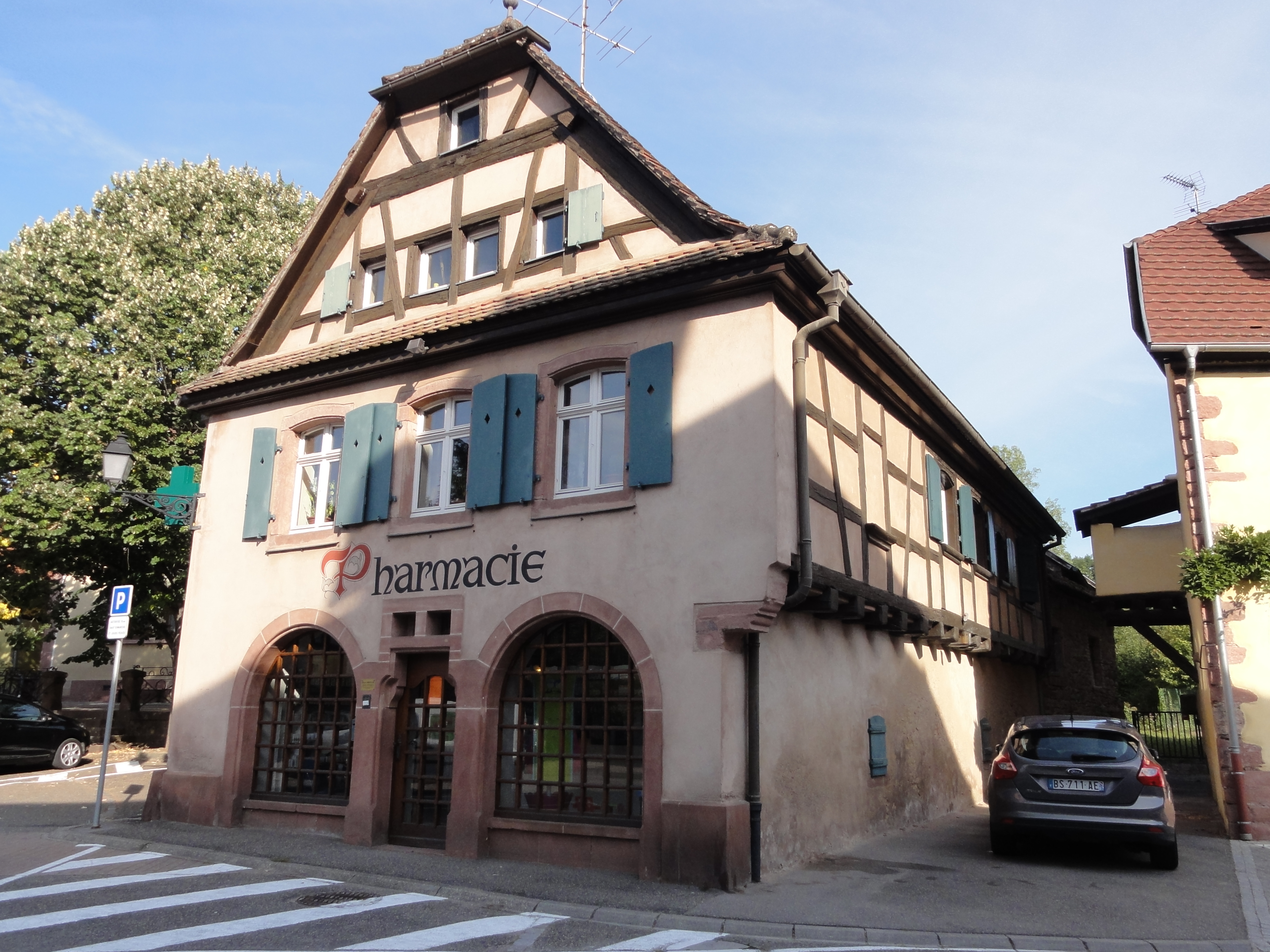
Школа, дом, аптека
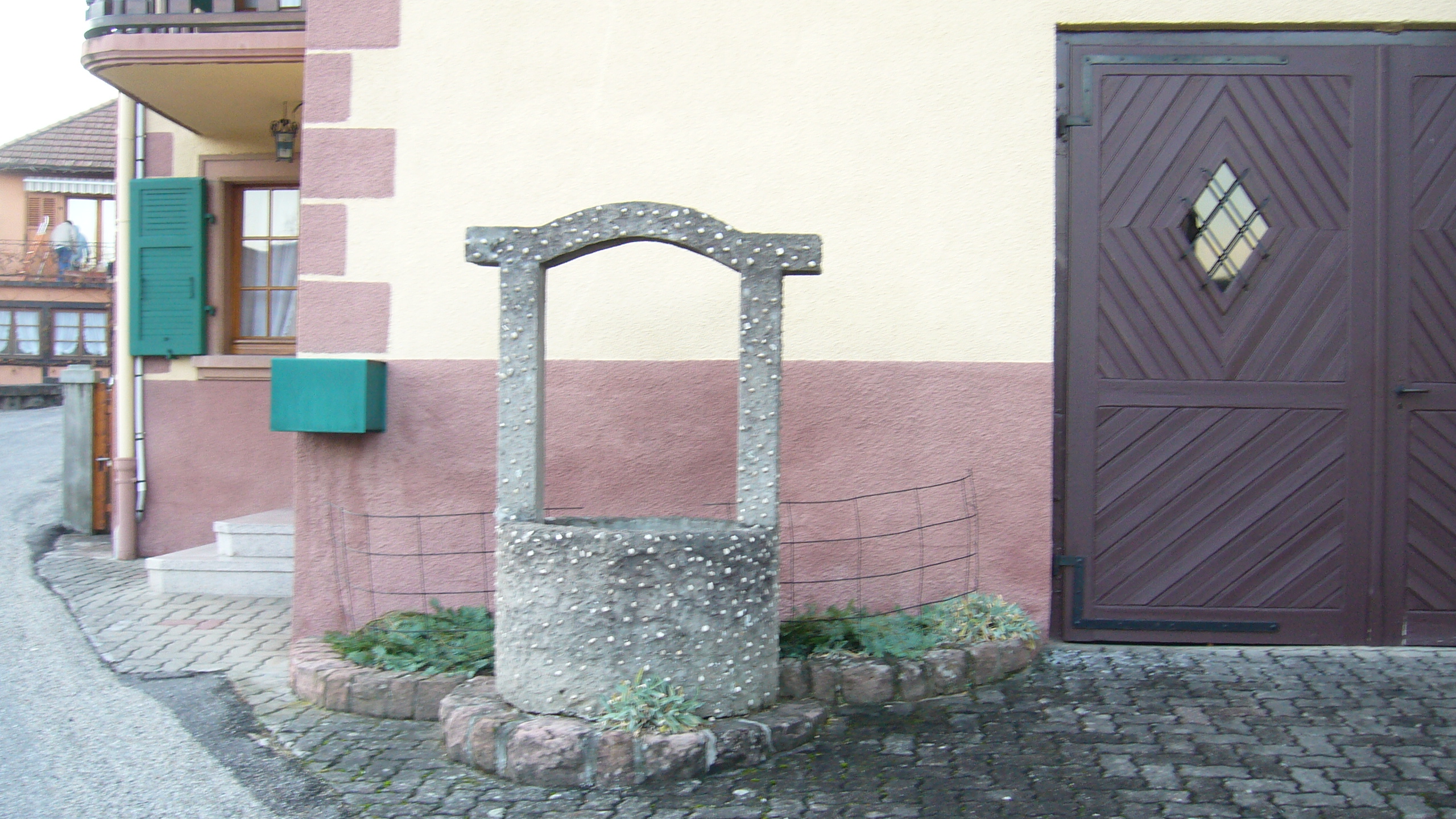
Старый колодец
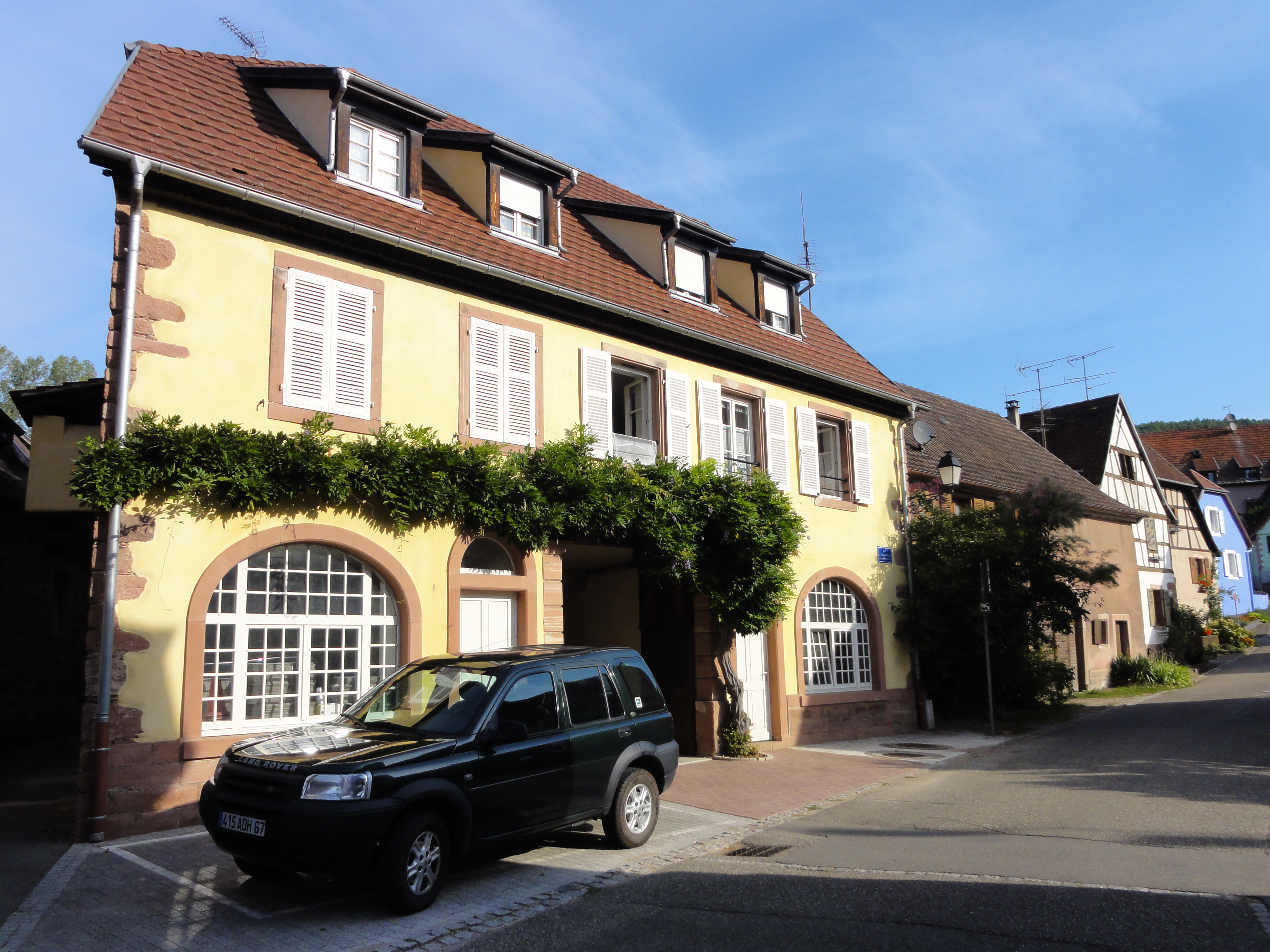
Здание старой мельницы
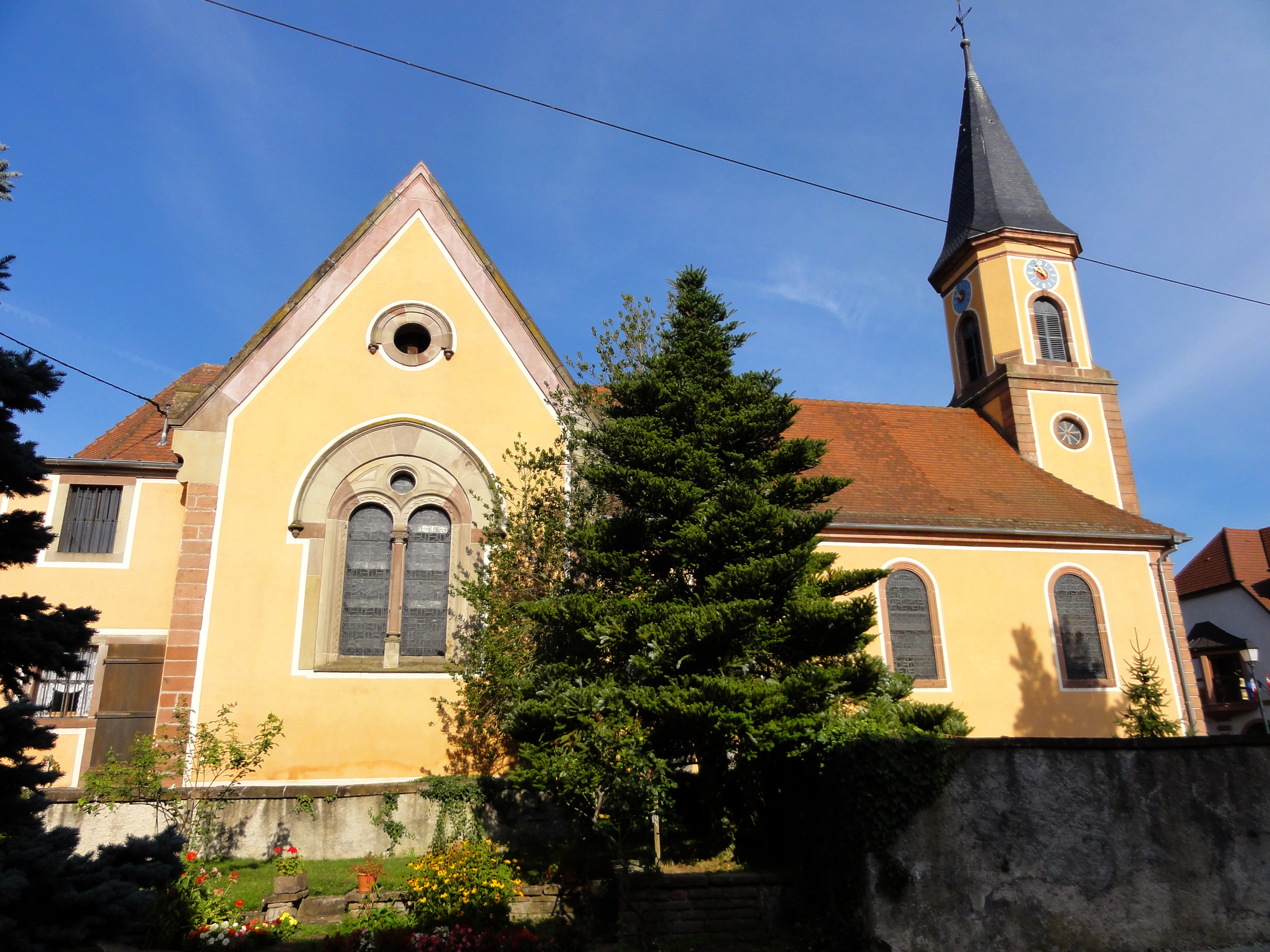
Церковь Сен-Кристоф
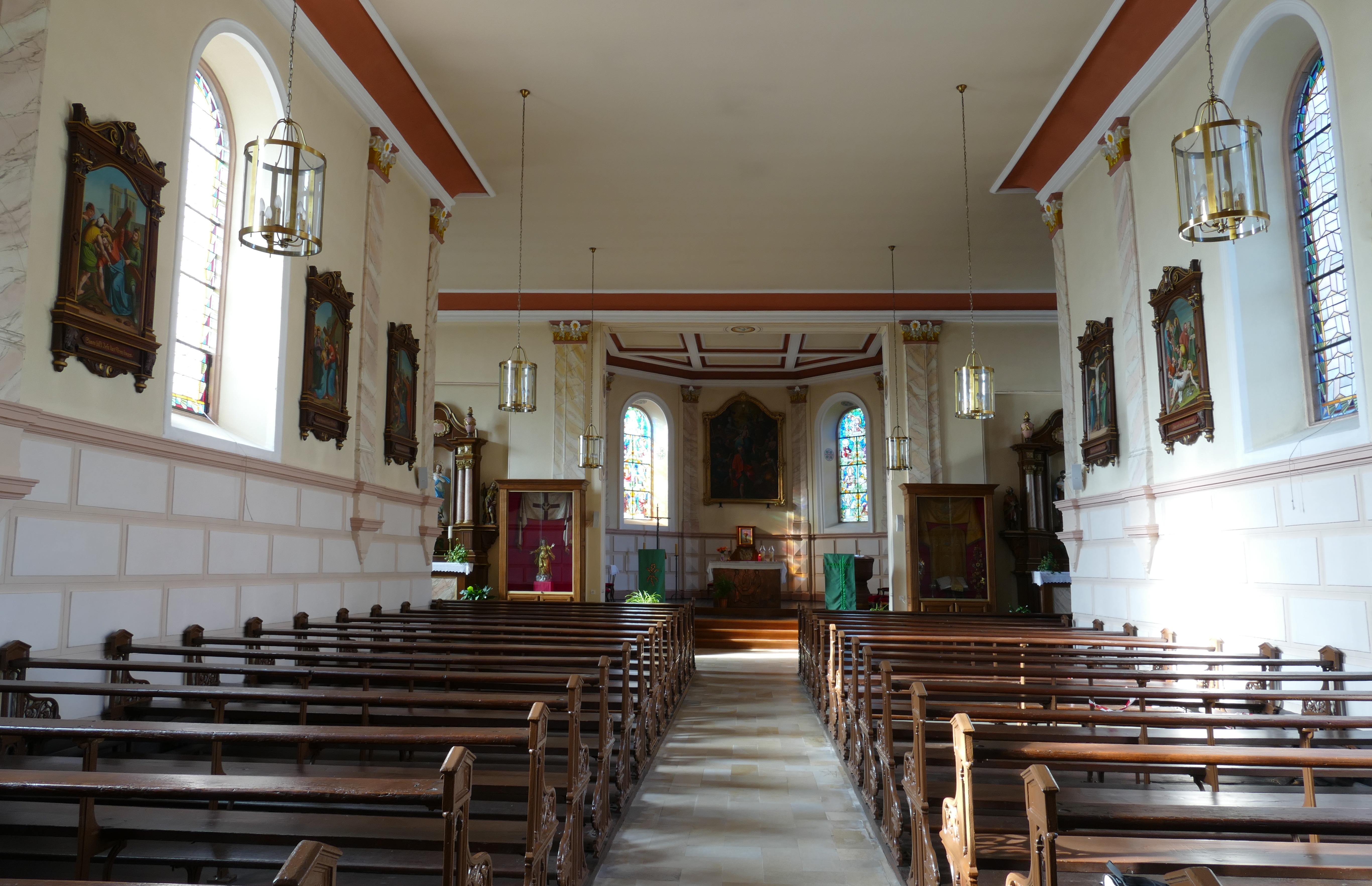
Интерьер, вид на алтарь
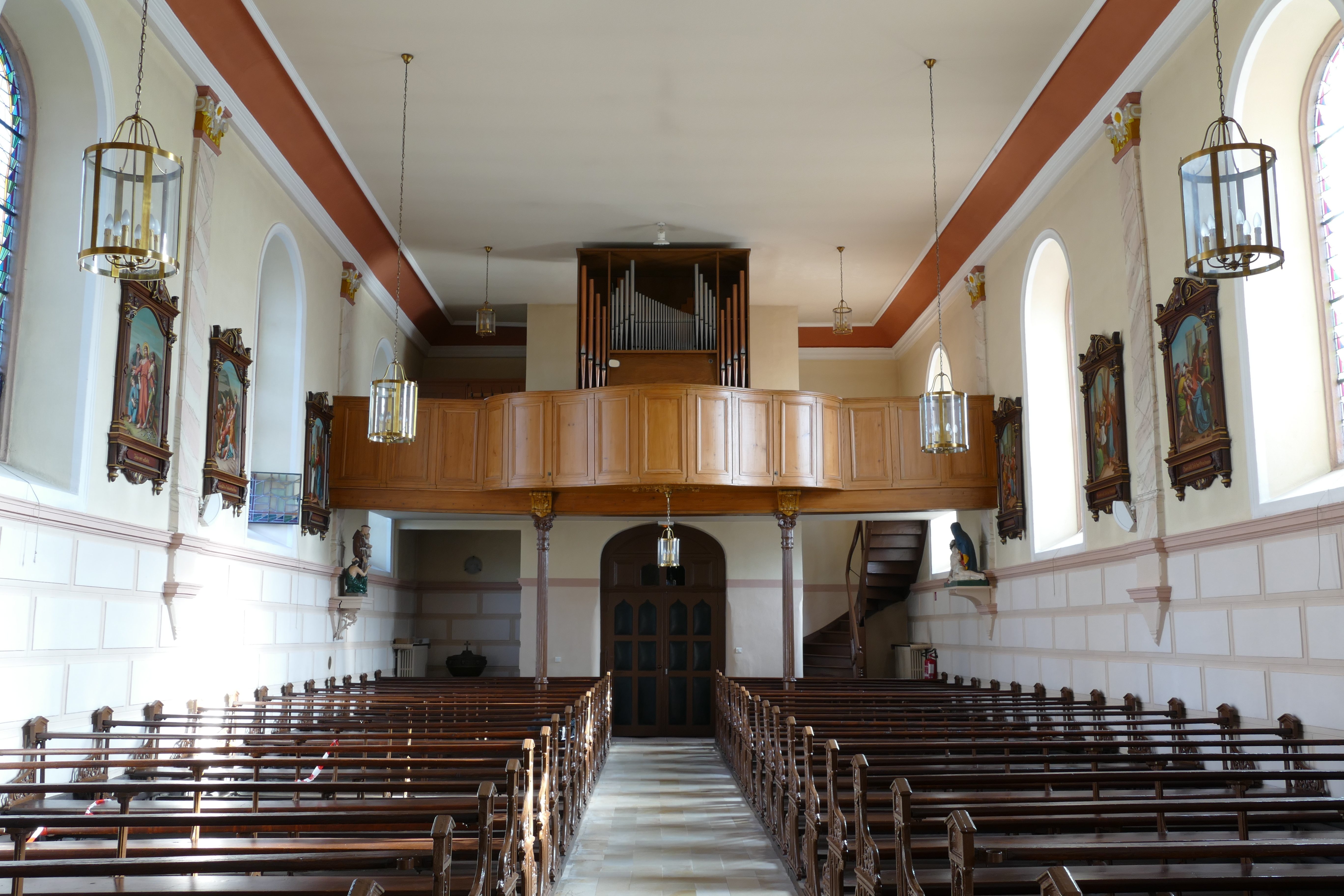
Интерьер, вид на орган
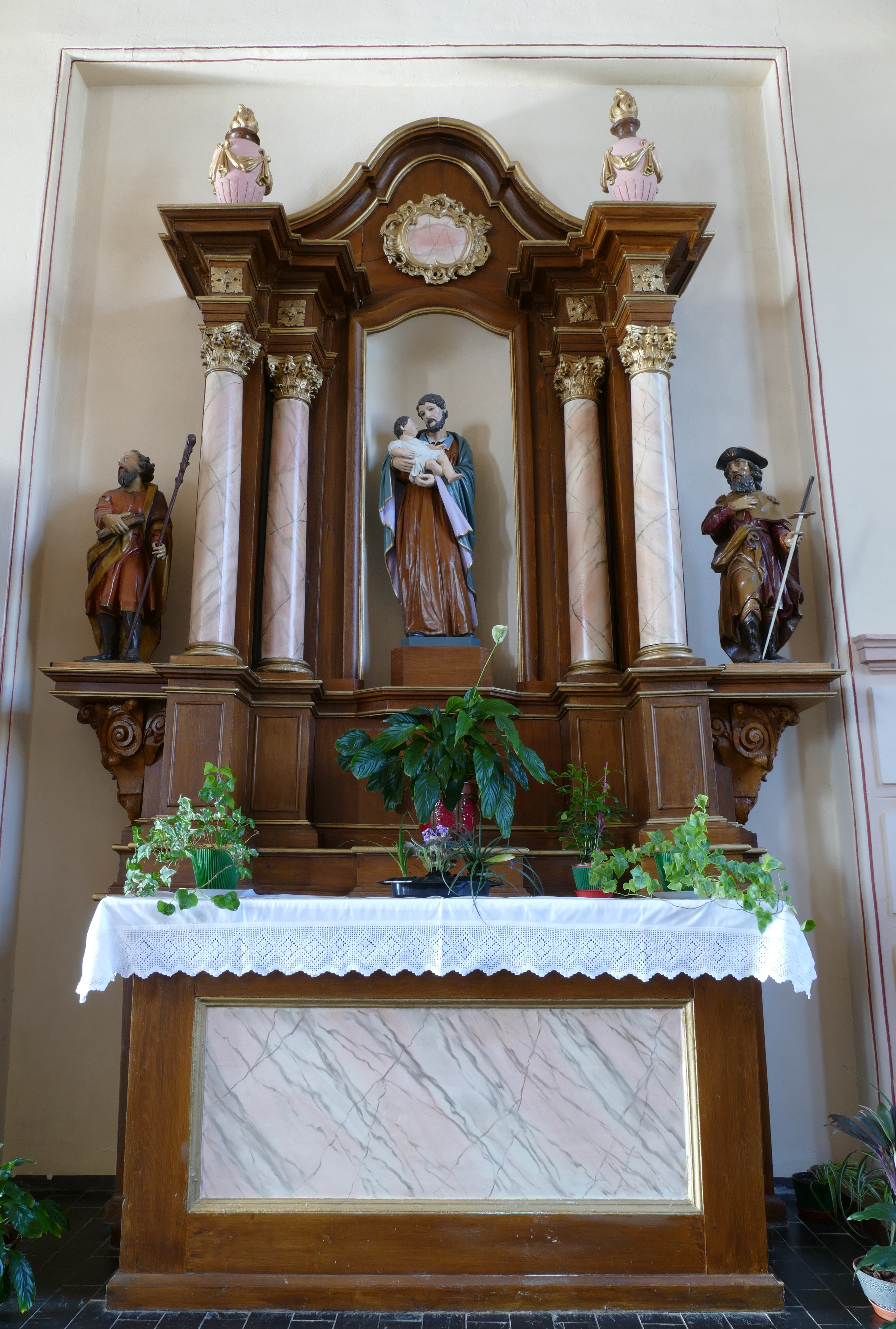
Икона Сент-Джозеф (монастырь францисканцев, Селеста)
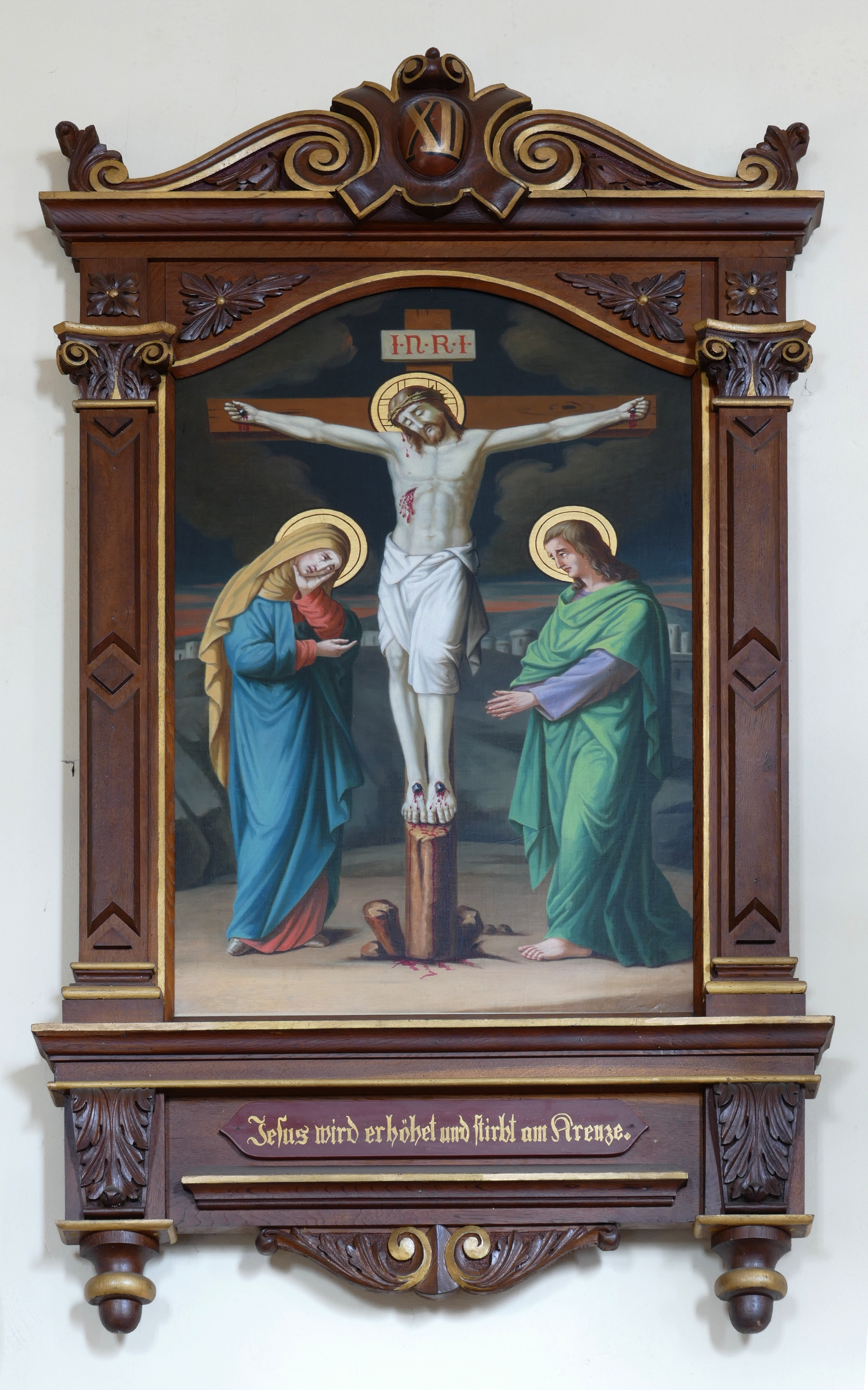
Икона «Путь Христа»
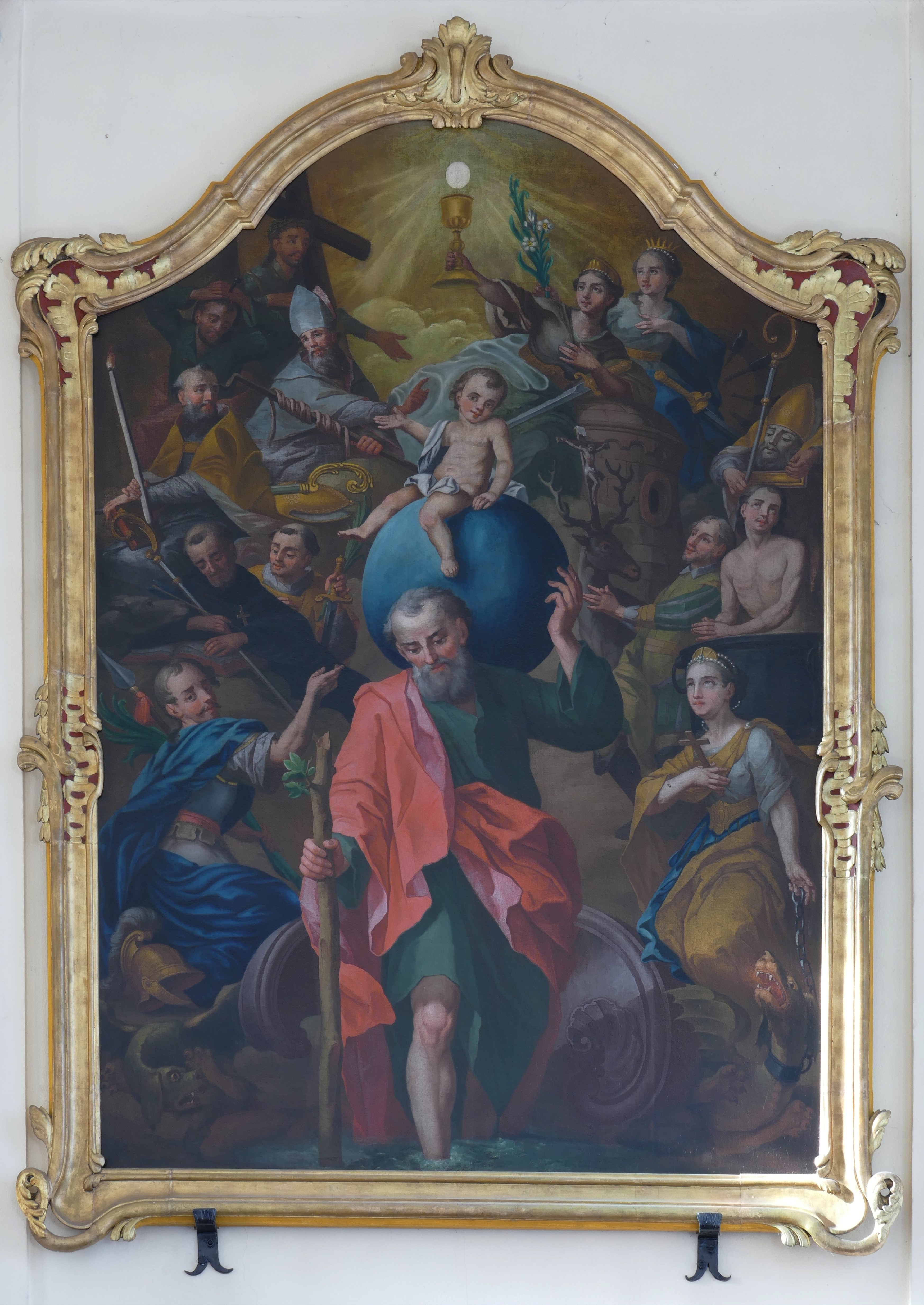
Икона в алтаре
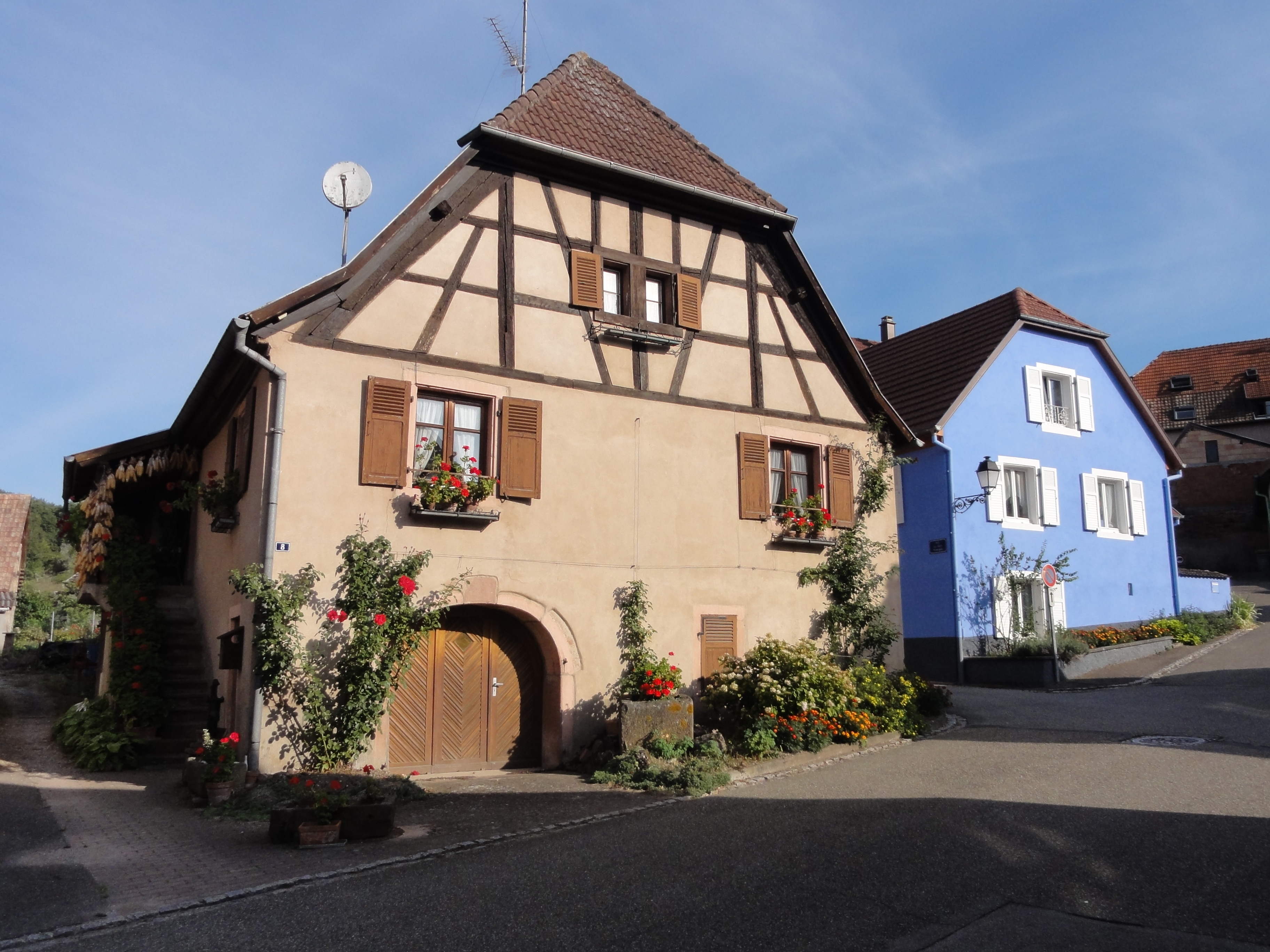
Фахверковый дом
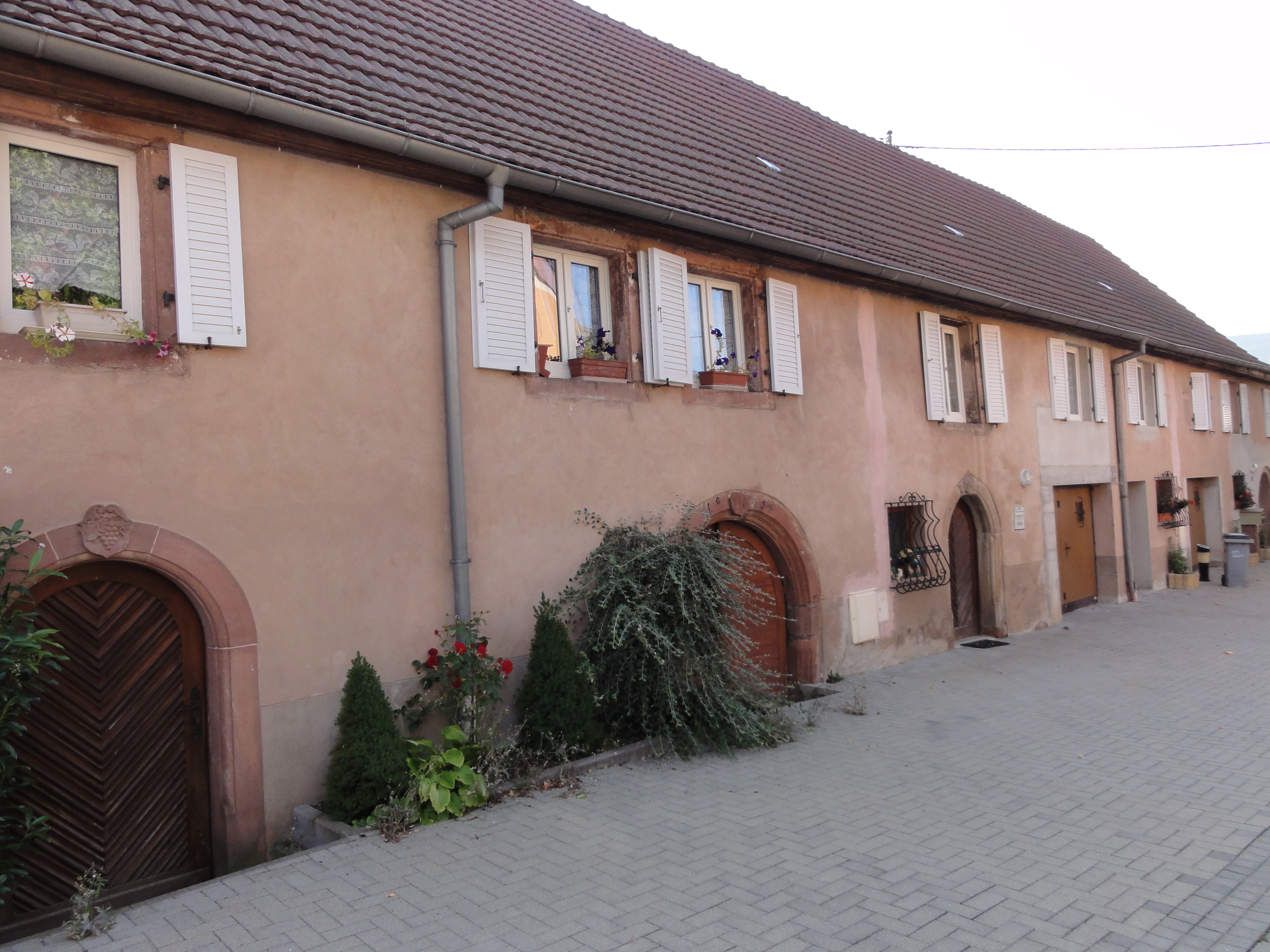
Дом виноградаря